# Malanayakanahalli, Holenarsipur
Malanayakanahalli là một làng thuộc tehsil Holenarsipur, huyện Hassan, bang Karnataka, Ấn Độ.